# St. Jakobus (Burgwindheim)

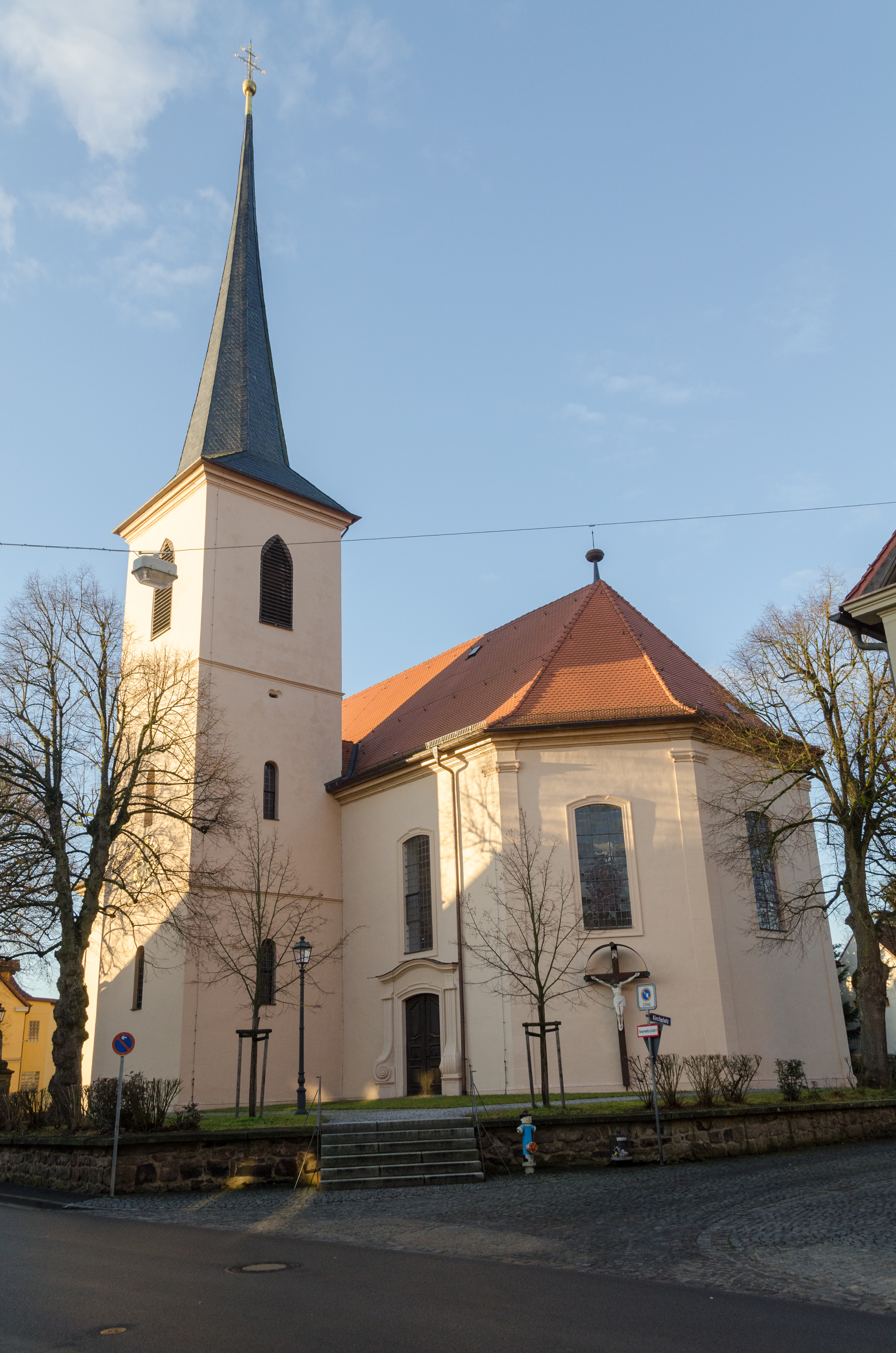
Burgwindheim, St. Jakobus

Die römisch-katholische Pfarrkirche St. Jakobus ist ein Kirchengebäude, das in Burgwindheim steht, einem Markt im oberfränkischen Landkreis Bamberg in Bayern. Den Kirchturm des denkmalgeschützten Bauwerks errichtete 1615 Hans Meier. Die Pfarrei gehört zum Seelsorgebereich Steigerwald im Dekanat Bamberg des Erzbistums Bamberg.

## Beschreibung
Der Abt des Klosters Ebrach Hieronymus II. Held ließ in den Jahren 1748 bis 1751 die Saalkirche mit Walmdach unter Mitwirkung Balthasar Neumanns erbauen. Von der Vorgängerkirche blieb nur der Kirchturm aus dem Jahre 1615 erhalten, der im Süden des Langhauses mit dreiseitigem Abschluss im Osten steht. Er ist durch Stockwerkgesimse in drei Geschosse gegliedert, das oberste beherbergt hinter den Klangarkaden den Glockenstuhl, in dem vier Kirchenglocken hängen. 
Der Innenraum des Langhauses ist mit einem Spiegelgewölbe überspannt, die Deckenmalereien stammen von Anton Clemens Lünenschloß, der Stuck von Johann Wolfgang van der Auwera. Der Hochaltar zeigt rechts und links vom gekreuzigten Jesus Christus Maria und den Apostel Johannes. Die Kanzel wurde von Auwera gestaltet. Der Schalldeckel darüber zeigt das Wappen des oben genannten Abtes. Auf der Empore im Westen steht die heutige Orgel. Sie wurde 2010 von der Orgelbau Kögler mit 26 Registern, zwei Manualen und einem Pedal errichtet.